# Blessens
Blessens (toponimo francese) è una frazione del comune svizzero di Rue, nel Canton Friburgo (distretto della Glâne).

## Storia

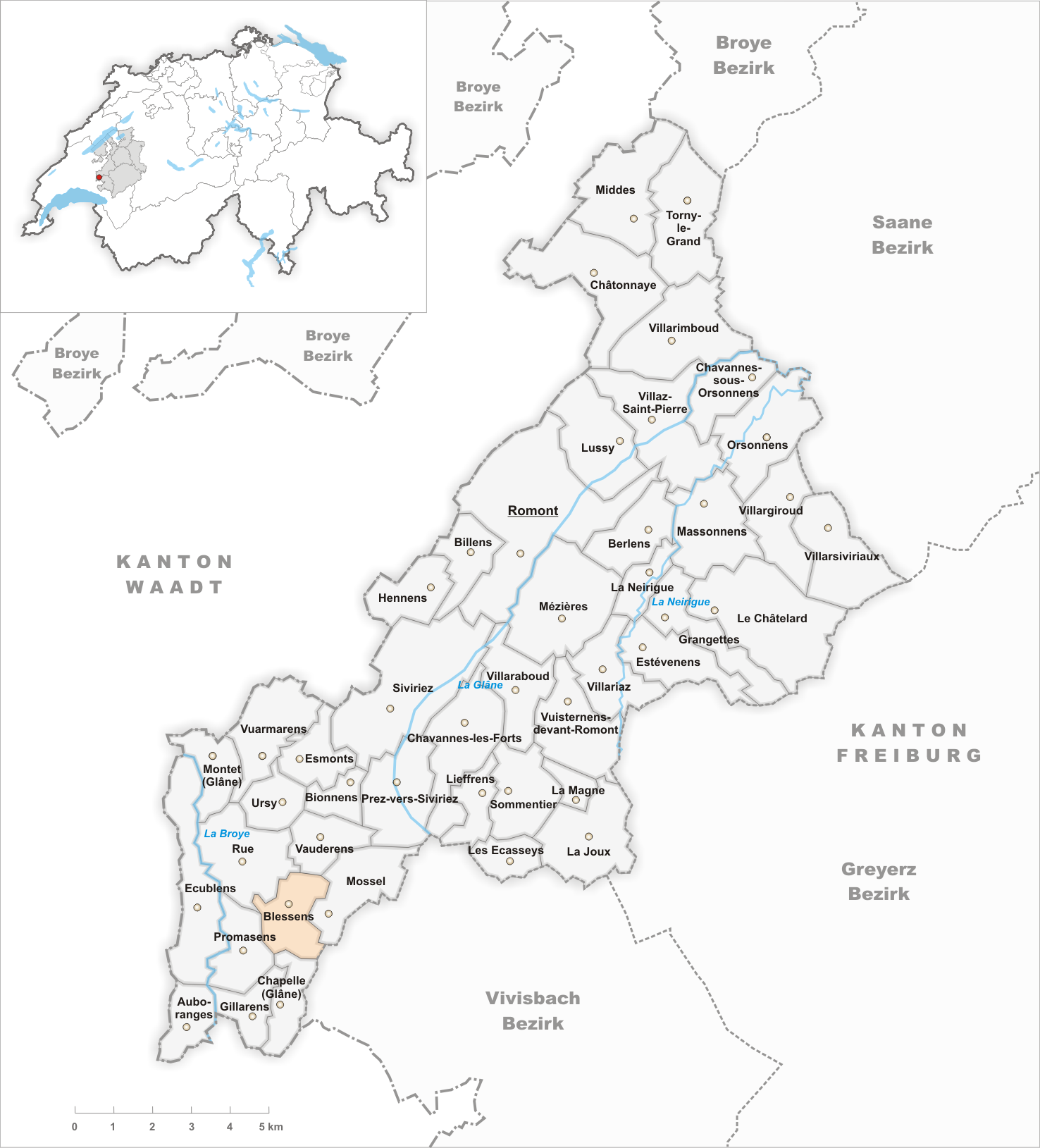
Il territorio del comune di Blessens prima degli accorpamenti comunali del 1993

Già comune autonomo che comprendeva anche la frazione di Arlens, nel 1993 è stato accorpato a Rue.

## Monumenti e luoghi d'interesse

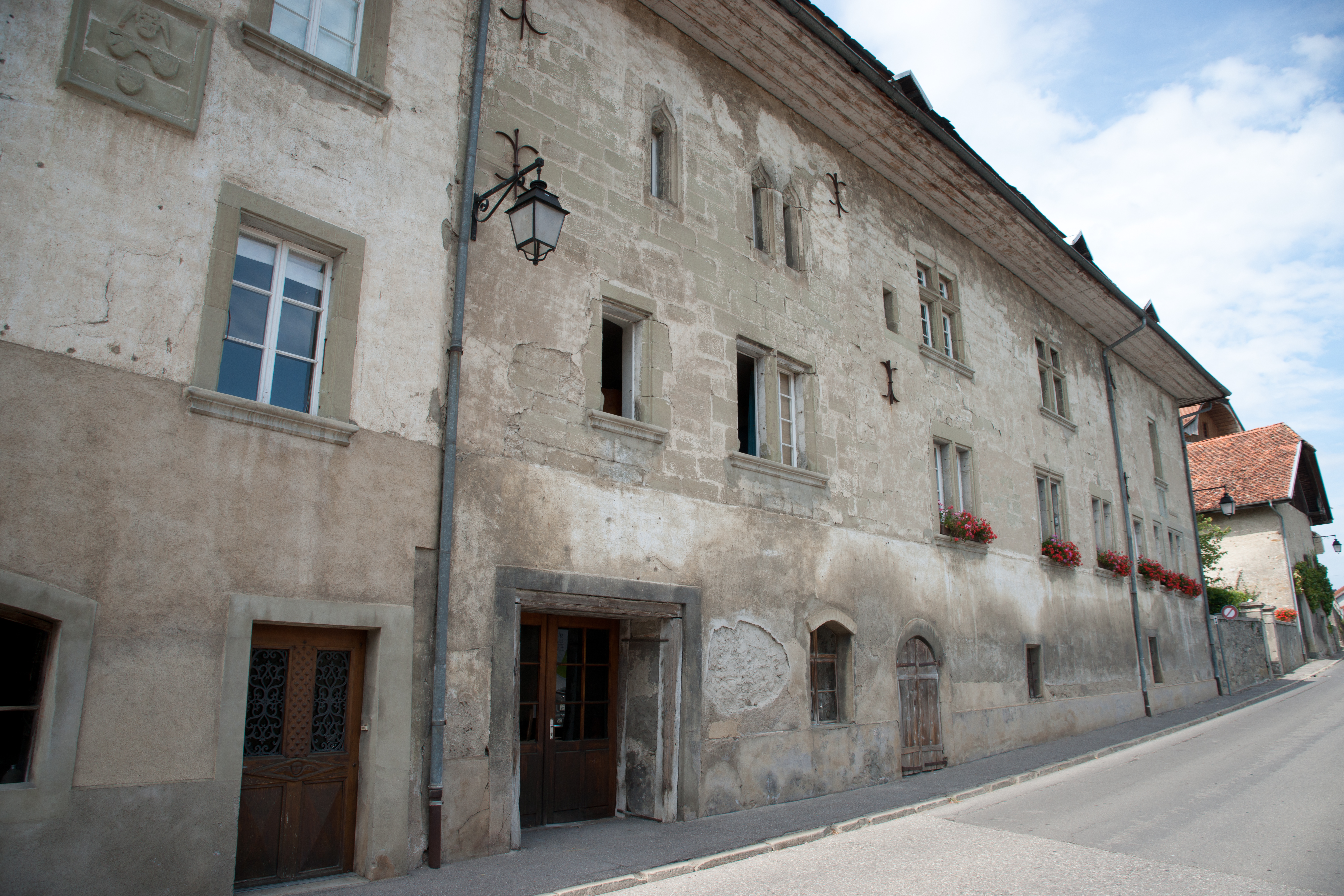
Casa Maillardoz de Prez

- Cappella cattolica di San Giuseppe, eretta nel 1683[1];
- Casa Maillardoz de Prez in località Arlens, eretta nel XV secolo[2].

## Società

### Evoluzione demografica
L'evoluzione demografica è riportata nella seguente tabella:
Abitanti censiti

## Amministrazione
Ogni famiglia originaria del luogo fa parte del comune patriziale che ha la responsabilità della manutenzione di ogni bene comune.